# Соколов, Владимир Сергеевич (военачальник)
Владимир Сергеевич Соколов (род. 21 января 1947, Москва) — советский и российский военачальник, начальник штаба — первый заместитель командующего 40-й общевойсковой армией в Афганистане (1988—1989), начальник штаба — первый заместитель командующего войсками Ленинградского военного округа (1991—1995), генерал-полковник.

## Биография
Родился 21 января 1947 года в городе Москва в семье офицера Советской Армии полковника Сергея Леонидовича Соколова (1911—2012) — будущего Маршала Советского Союза, Министра обороны СССР (в 1984—1987 годах) и его супруги Марии Самойловны Соколовой (1920—2012). В 1965 году окончил 11 классов средней школы.
В 1971 году окончил Ленинградскую Краснознамённую военно-воздушную инженерную академию имени А. Ф. Можайского (ныне — Военно-космическая академия имени А. Ф. Можайского в городе Санкт-Петербург). В 1971—1974 годах — командир мотострелкового взвода, а затем мотострелковой роты 406-го гвардейского мотострелкового полка 2-й гвардейской мотострелковой Таманской дивизии Московского военного округа. В 1974—1975 годах — командир мотострелкового батальона 25-го гвардейского мотострелкового полка 11-й гвардейской мотострелковой дивизии, а затем заместитель командира 382-го гвардейского мотострелкового полка 122-й гвардейской мотострелковой дивизии (гв. мсд) 36-й общевойсковой армии (36-й ОА) Забайкальского военного округа (ЗабВО). В 1975 году поступил в Военную академию бронетанковых войск (ВА БТВ) в Москве, которую окончил в 1978 году.
По окончании ВА БТВ в июне 1978 года назначен командиром 382-го гвардейского мотострелкового полка 122-й гв. мсд 36-й ОА ЗабВО. В 1980—1982 годах — начальник штаба — заместитель командира 207-й мотострелковой дивизии 3-й общевойсковой армии Группы советских войск в Германии (ГСВГ) (штаб дивизии — в городе Штендаль). В 1982—1985 годах — командир 21-й мотострелковой дивизии 2-й гвардейской танковой армии ГСВГ (штаб дивизии — в городе Перлеберг). В 1985—1986 годах — первый заместитель командующего 20-й гвардейской общевойсковой армией ГСВГ (штаб армии — в городе Эберсвальде). В 1988 году окончил Военную академию Генерального штаба Вооружённых Сил (ВАГШ) СССР имени К. Е. Ворошилова (ныне — Военная академия Генерального штаба Вооружённых Сил Российской Федерации).
В 1988—1989 годах — начальник штаба — первый заместитель командующего 40-й общевойсковой армией Туркестанского военного округа на территории Афганистана.
В феврале 1989 — декабре 1991 года — командующий 4-й общевойсковой армией Закавказского военного округа на территории Азербайджанской ССР (штаб армии — в городе Баку).
В декабре 1991 — сентябре 1995 года — начальник штаба — первый заместитель командующего войсками Ленинградского военного округа в городе Санкт-Петербург.
В 1995—1997 годах — первый заместитель Главного военного инспектора Министерства обороны Российской Федерации. После ликвидации аппарата Главной военной инспекции Минобороны России в 1997 году длительное время оставался за штатом Минобороны России. В 1998—2003 годах работал заместителем Председателя Государственной технической комиссии при Президенте Российской Федерации (Гостехкомиссия России), после чего в ноябре 2003 года был уволен в запас.
Живёт в Москве.

## Воинские звания
- генерал-майор (20.04.1984);
- генерал-лейтенант (20.04.1990);
- генерал-полковник (15.12.1995).

## Награды
- 2 ордена Красной Звезды;
- орден «За службу Родине в Вооружённых Силах СССР» 2-й степени;
- орден «За службу Родине в Вооружённых Силах СССР» 3-й степени;
- медали СССР и Российской Федерации;
- Заслуженный военный специалист Российской Федерации (21.02.2000).

## Семья
- Владимир Сергеевич женат. Жена — Евгения Ивановна Соколова.
- Сын — Сергей Владимирович Соколов (род. 1973).
- Брат — Валерий Сергеевич Соколов (30 сентября 1940-14.11.2021) — генерал-полковник в отставке.